# So What!: Dobrzy, wściekli i brzydcy
So What!: Dobrzy, wściekli i brzydcy (ang. So What! The Good, the Mad, and the Ugly) – oficjalna kronika amerykańskiego zespołu thrashmetalowego Metallica. Została ona opublikowana 17 sierpnia 2004. Edycja książki przetłumaczona na język polski została opublikowana 1 listopada 2005.

## Opis książki
So What!: Dobrzy, wściekli i brzydcy zbiera razem wybrane opisy, komentarze, wywiady, czy też ilustracje które miały miejsce w historii Metalliki od 1981 do 2004, a także przed założeniem zespołu. W książce zamieszczone są m.in. pierwszy artykuł Steffana Chiraziego o Metallice z października 1984, wypowiedzi na temat Cliffa Burtona, sekcje „Whiplash” w których zespół odpowiada na pytania swoich fanów, kilkugodzinny wywiad z całym zespołem przeprowadzony 2 lutego 1996, czy liczne artykuły z oficjalnego magazynu Metalliki, So What!.

## Twórcy

### Oryginał
- Pomysłodawca: Steffan Chirazi
- Opracowanie projektu: Zen Jam Graphic Design Studios w San Francisco w stanie Kalifornia, USA
- Projekt artystyczny: Mark Abramson
- Projekt: Mark Abramson, Rose de Heer, Aleksandra Jelic, Lesley Crawford

### Wydanie polskie
- Tłumaczenie: Katarzyna Gościej, Magdalena Kich
- Korekta: Marta Zalewska, Tomasz Ciuła, Michał Labocha, Dariusz Lachowicz